# 홍콩 총독
홍콩 총독(Governor of Hong Kong, 중국어 정체자: 香港總督)은, 간단하게 항독(港督), 존칭어로 독헌(督憲) 또는 독헌각하(督憲閣下)라고 불리며 영국 정부에 의해 임명되어 홍콩을 통치했던 관직이었다. 태평양 전쟁 때 일본이 홍콩을 점령한 시기에는 일본 정부가 임명한 총독이 있었다. 1945년 일본이 철수 후 다시 영국 정부에서 임명한 총독이 파견되었다가 1997년 중화인민공화국에 양도 이후 행정장관이 그 역할을 대체하였다.
홍콩 총독은 영국 국왕의 대표로 파견되어 주홍콩 영국군 총사령관직도 겸했다. 홍콩이 중화인민공화국에게 양도된 지 10여 년이 지난 현재에도 홍콩 도로 등 공공 시설에는 전 홍콩 총독들의 이름이 많이 붙어 있다.
홍콩 총독이 머물던 관저인 홍콩 총독부(香港總督府)는 1997년 홍콩 반환 이후 홍콩 예빈부(香港禮賓府) 라는 이름으로 바뀌어 현재에 이른다.

## 역대 총독 목록
| 대                                             | 사진                         | 이름                                                                                         | 취임일                       | 퇴임일                       |
| 홍콩행정관 (1841년 - 1843년)                   | 홍콩행정관 (1841년 - 1843년) | 홍콩행정관 (1841년 - 1843년)                                                                 | 홍콩행정관 (1841년 - 1843년) | 홍콩행정관 (1841년 - 1843년) |
| ---------------------------------------------- | ---------------------------- | -------------------------------------------------------------------------------------------- | ---------------------------- | ---------------------------- |
| 1                                              |                              | 찰스 엘리엇 Sir Charles ELLIOT                                                               | 1841년 1월 26일              | 1841년 6월 21일              |
| 권한대행                                       |                              | 알렉산더 로버트 존스턴 Alexander Robert JOHNSTON                                             | 1841년 6월 22일              | 1842년 2월 1일               |
| 권한대행                                       | 1842년 6월 13일              | 알렉산더 로버트 존스턴 Alexander Robert JOHNSTON                                             | 1842년 12월 2일              |                              |
| 2                                              |                              | 헨리 포팅어 Sir Henry POTTINGER                                                              | 1842년 12월 2일              | 1843년 6월 25일              |
| 홍콩 총독(1843년 - 1941년, 1945년 - 1997년)    |                              |                                                                                              |                              |                              |
| 1                                              |                              | 헨리 포팅어 Sir Henry POTTINGER                                                              | 1843년 6월 26일              | 1844년 5월 8일               |
| 2                                              |                              | 존 프랜시스 데이비스 Sir John Francis DAVIS                                                  | 1844년 5월 8일               | 1848년 3월 18일              |
| 직무대리                                       |                              | 윌리엄 스타블리 William STAVELEY                                                             | 1848년 3월 18일              | 1848년 3월 21일              |
| 3                                              |                              | 조지 본햄 Sir Samuel George BONHAM                                                           | 1848년 3월 21일              | 1854년 4월 13일              |
| 4                                              |                              | 존 보우링 Sir John BOWRING                                                                   | 1854년 4월 13일              | 1859년 5월 5일               |
| 직무대리                                       |                              | 윌리엄 케인 William CAINE                                                                    | 1859년 5월 5일               | 1859년 9월 9일               |
| 5                                              |                              | 헤라클레스 로빈슨 Sir Hercules ROBINSON, later Lord Rosmead                                  | 1859년 9월 9일               | 1865년 3월 15일              |
| 직무대리                                       |                              | 윌리엄 토마스 머서 William Thomas MERCER                                                     | 1865년 3월 15일              | 1866년 3월 11일              |
| 6                                              |                              | 리처드 그레이브스 맥도넬 Sir Richard Graves MACDONNELL                                       | 1866년 3월 11일              | 1872년 4월 11일              |
| 직무대리                                       |                              | 헨리 와세 윗필드 Henry Wase WHITFIELD                                                        | 1872년 4월 11일              | 1872년 4월 16일              |
| 7                                              |                              | 아서 에드워드 케네디 Sir Arthur Edward KENNEDY                                               | 1872년 4월 16일              | 1877년 3월 1일               |
| 직무대리                                       |                              | 존 가디너 오스틴 John Gardiner AUSTIN                                                        | 1877년 3월 1일               | 1877년 4월 22일              |
| 8                                              |                              | 존 포프 헤네시 Sir John Pope HENNESSY                                                        | 1877년 4월 22일              | 1882년 3월 7일               |
| 직무대리                                       |                              | 말콤 스트루안 톤노치 Malcolm Struan TONNOCHY                                                 | 1882년 3월 7일               | 1882년 3월 28일              |
| 직무대리                                       |                              | 윌리엄 헨리 마쉬 Sir William Henry MARSH                                                     | 1882년 3월 28일              | 1883년 3월 30일              |
| 9                                              |                              | 조지 퍼거슨 보웬 Sir George Ferguson BOWEN                                                   | 1883년 3월 30일              | 1885년 12월 21일             |
| 직무대리                                       |                              | 윌리엄 헨리 마쉬 Sir William Henry MARSH                                                     | 1885년 12월 21일             | 1887년 4월 25일              |
| 직무대리                                       |                              | 윌리엄 고든 카메론 Sir William Gordon CAMERON                                                | 1887년 4월 25일              | 1887년 10월 6일              |
| 10                                             |                              | 조지 윌리엄 데스 보유로드 Sir George William DES VOEUX                                       | 1887년 10월 6일              | 1891년 5월 7일               |
| 직무대리                                       |                              | 조지 딕비 바커 Sir George Digby BARKER                                                       | 1891년 5월 7일               | 1891년 12월 10일             |
| 11                                             |                              | 윌리엄 로빈슨 Sir William ROBINSON                                                           | 1891년 12월 10일             | 1898년 2월 1일               |
| 직무대리                                       |                              | 윌손 블랙 Sir Wilsone BLACK                                                                  | 1898년 2월 1일               | 1898년 11월 25일             |
| 12                                             |                              | 헨리 아서 블레이크 Sir Henry Arthur BLAKE                                                    | 1898년 11월 25일             | 1903년 11월 21일             |
| 직무대리                                       | align="center"               | 프란시스 헨리 메이 Sir Francis Henry MAY                                                     | 1903년 11월 21일             | 1904년 7월 29일              |
| 13                                             |                              | 매튜 네이선 Sir Matthew NATHAN                                                               | 1904년 7월 29일              | 1907년 4월 20일              |
| 직무대리                                       | align="center"               | 프란시스 헨리 메이 Sir Francis Henry MAY                                                     | 1907년 4월 20일              | 1907년 7월 29일              |
| 14                                             |                              | 프레드릭 루가드 Sir Frederick LUGARD, later 1st Baron LUGARD                                 | 1907년 7월 29일              | 1912년 3월 16일              |
| 직무대리                                       |                              | 클로드 세번 Sir Claud SEVERN                                                                 | 1912년 3월 16일              | 1912년 7월 4일               |
| 15                                             | align="center"               | 프란시스 헨리 메이 Sir Francis Henry MAY                                                     | 1912년 7월 4일               | 1918년 9월 12일              |
| 직무대리                                       |                              | 클로드 세번 Sir Claud SEVERN                                                                 | 1918년 9월 12일              | 1919년 9월 30일              |
| 16                                             |                              | 레지날드 에드워드 스텁스 Sir Reginald Edward STUBBS                                          | 1919년 9월 30일              | 1925년 10월 31일             |
| 17                                             |                              | 세실 클레멘티 Sir Cecil CLEMENTI                                                             | 1925년 11월 1일              | 1930년 2월 1일               |
| 직무대리                                       |                              | 윌프리드 토마스 사우소른 Sir Wilfrid Thomas SOUTHORN                                         | 1930년 2월 1일               | 1930년 5월 9일               |
| 18                                             |                              | 윌리엄 필 Sir William PEEL                                                                   | 1930년 5월 9일               | 1935년 5월 17일              |
| 직무대리                                       |                              | 윌프리드 토마스 사우소른 Sir Wilfrid Thomas SOUTHORN                                         | 1935년 5월 17일              | 1935년 9월 13일              |
| 직무대리                                       |                              | 노먼 록하트 스미스 Norman Lockhart SMITH                                                     | 1935년 9월 13일              | 1935년 11월 1일              |
| 직무대리                                       |                              | 윌프리드 토마스 사우소른 Sir Wilfrid Thomas SOUTHORN                                         | 1935년 11월 1일              | 1935년 12월 12일             |
| 19                                             |                              | 앤드류 칼데콧 Sir Andrew CALDECOTT                                                           | 1935년 12월 12일             | 1937년 4월 16일              |
| 직무대리                                       |                              | 노먼 록하트 스미스 Norman Lockhart SMITH                                                     | 1937년 4월 16일              | 1937년 10월 28일             |
| 20                                             |                              | 제프리 노스코트 Sir Geoffry Alexander Stafford NORTHCOTE                                     | 1937년 10월 28일             | 1941년 9월 6일               |
| 직무대리                                       |                              | 노먼 록하트 스미스 Norman Lockhart SMITH                                                     | 1941년 9월 6일               | 1941년 9월 10일              |
| 21                                             |                              | 마크 영 Sir Mark Aitchison YOUNG                                                             | 1941년 9월 10일              | 1941년 12월 25일             |
| 1941년 12월 25일 ~ 1945년 8월 15일: 일제강점기 |                              |                                                                                              |                              |                              |
| 임시정부 권한대행                              |                              | 프랭클린 찰스 김슨 Franklin Charles Gimson, later Sir Franklin Charles Gimson                | 1945년 8월 15일              | 1945년 9월 1일               |
| 군부 총독                                      |                              | 세실 할리데이 젭슨 하커트 Sir Cecil Halliday Jepson Harcourt                                 | 1945년 9월 1일               | 1946년 4월 30일              |
| 21 재임                                        |                              | 마크 영 Sir Mark Aitchison YOUNG                                                             | 1946년 5월 1일               | 1947년 5월 17일              |
| 직무대리                                       |                              | 데이비드 머서 맥두걸 David Mercer MACDOUGALL                                                 | 1947년 5월 17일              | 1947년 7월 25일              |
| 22                                             |                              | 알렉산더 그랜덤 Sir Alexander William George Herder GRANTHAM                                 | 1947년 7월 25일              | 1957년 12월 31일             |
| 직무대리                                       |                              | 에지워스 베레스포드 데이비드 Sir Edgeworth Beresford DAVID                                   | 1957년 12월 31일             | 1958년 1월 23일              |
| 23                                             |                              | 로버트 블랙 Sir Robert Brown BLACK                                                           | 1958년 1월 23일              | 1964년 3월 31일              |
| 직무대리                                       |                              | 에드먼드 브린슬리 티스데일 Edmund Brinsley TEESDALE                                          | 1964년 3월 31일              | 1964년 4월 14일              |
| 24                                             |                              | 데이비드 트렌치 Sir David Clive Crosbie TRENCH                                               | 1964년 4월 14일              | 1971년 10월 19일             |
| 직무대리                                       |                              | 휴 노먼 워커 Sir Hugh Selby NORMAN-WALKER                                                    | 1971년 10월 19일             | 1971년 11월 19일             |
| 25                                             |                              | 맥리호스오브비오크 남작 머레이 맥리호스 Sir Murray MacLEHOSE, later Baron MacLehose of Beoch | 1971년 11월 19일             | 1982년 5월 8일               |
| 직무대리                                       |                              | 필립 해든-케이브 Sir Philip HADDON-CAVE                                                      | 1982년 5월 8일               | 1982년 5월 20일              |
| 26                                             |                              | 에드워드 유드 Sir Edward YOUDE                                                               | 1982년 5월 20일              | 1986년 12월 5일 (사망)       |
| 권한대행                                       |                              | 데이비드 에이커스-존스 Sir David AKERS-JONES                                                 | 1986년 12월 5일              | 1987년 4월 9일               |
| 27                                             |                              | 윌슨오브틸리언 남작 데이비드 윌슨 Sir David WILSON, later Baron Wilson of Tillyorn           | 1987년 4월 9일               | 1992년 7월 3일               |
| 직무대리                                       |                              | 데이비드 로버트 포드 Sir David Robert Ford                                                   | 1992년 7월 3일               | 1992년 7월 9일               |
| 28                                             |                              | 크리스 패튼 Rt. Hon. Christopher Francis PATTEN, later Baron Patten of Barnes                | 1992년 7월 9일               | 1997년 6월 30일              |

## 같이 보기
- 홍콩의 행정장관
- 마카오의 총독